# Oligostigma
Oligostigma là một chi bướm đêm thuộc họ Crambidae.

## Hình ảnh

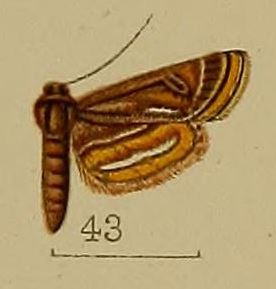